# 옥수수 푸딩

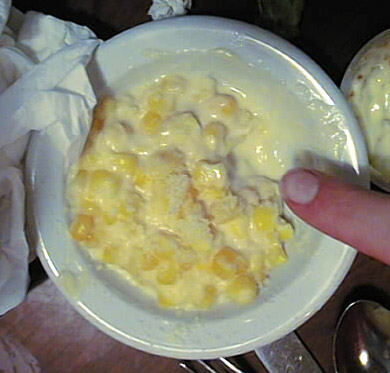

옥수수 푸딩은 옥수수 스튜, 물, 다양한 증점제 및 선택적 추가 향료 또는 감촉 성분으로 제조된 크림 식품이다.
옥수수 푸딩은 때때로 추수감사절 음식으로 제공된다.

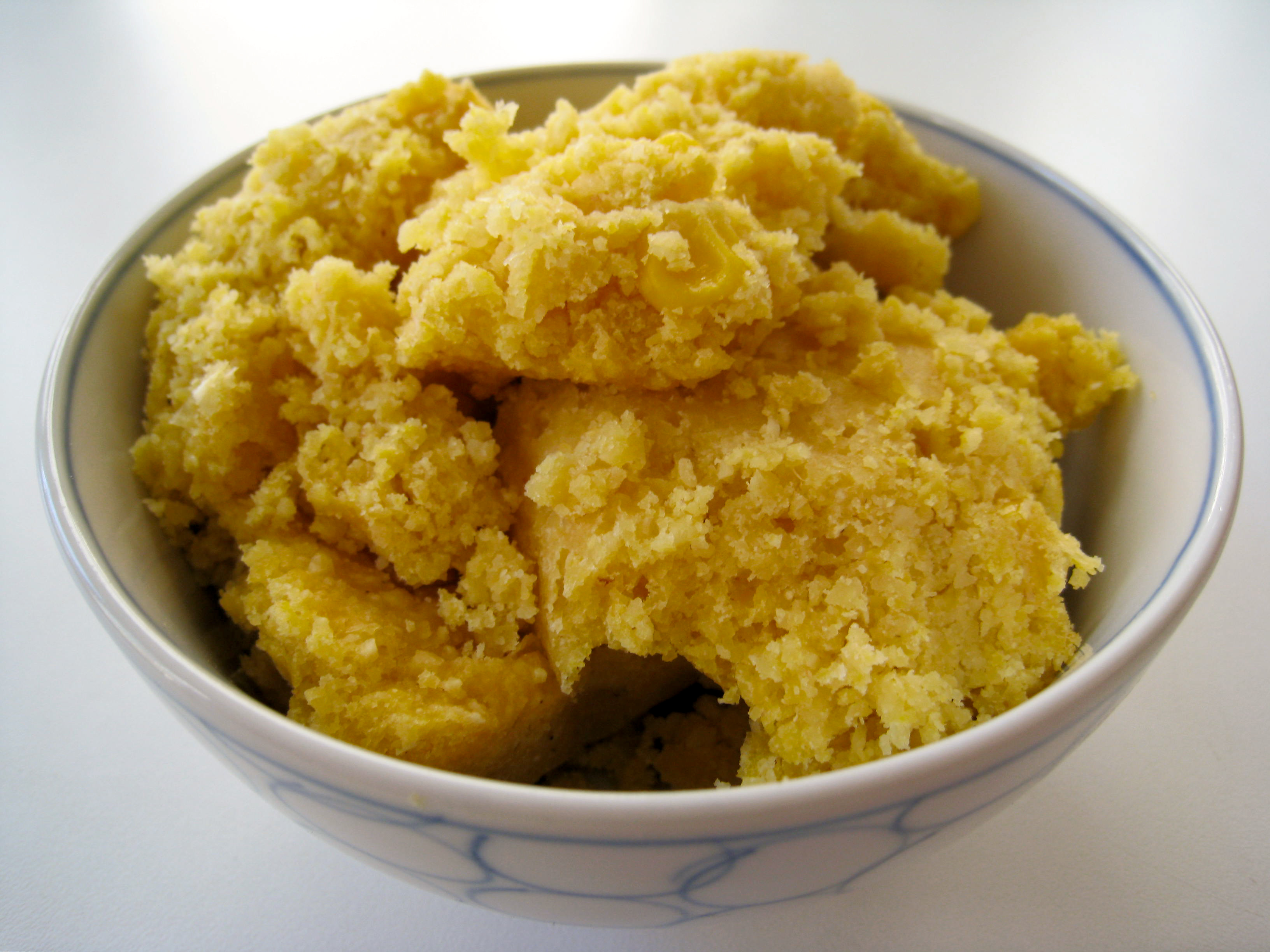

## 같이 보기
- 브레드 푸딩
- 옥수수 크림
- 옥수수 차우더
- 콘브레드
- 옥수수 스튜
- 그루얼
- 마사모라